# Замок на воді

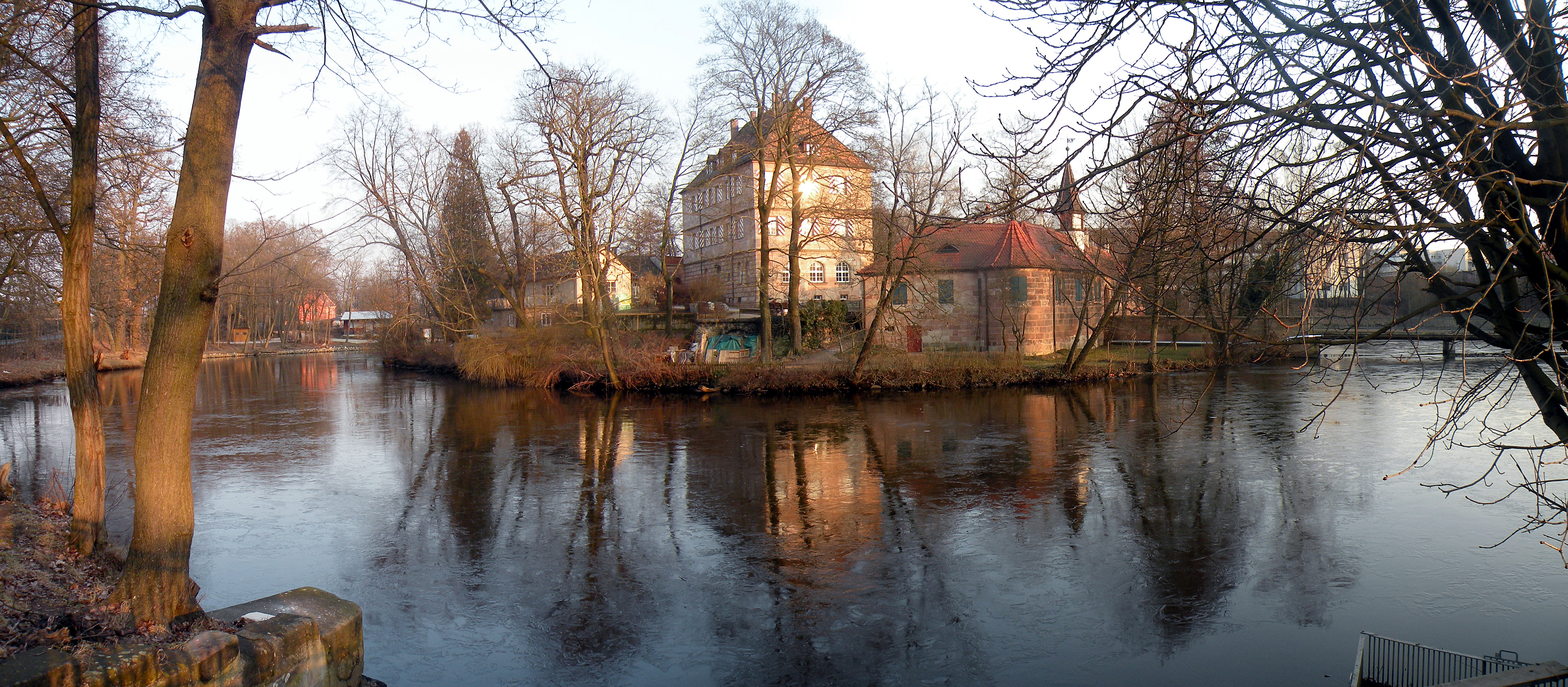
Нюрнберг. Замок на воді

Замок на воді (Вассершлос; нім. Wasserschloss; рідше: фортеця на воді, вассербург; нім. Wasserburg) — окрема будівля або група будівель, з усіх боків оточених водною перешкодою, утвореною штучною або природною водоймою. Нерідко таке розміщення будівлі викликане бажанням надати їй оборонного характеру.

## Лінгвістичні аспекти

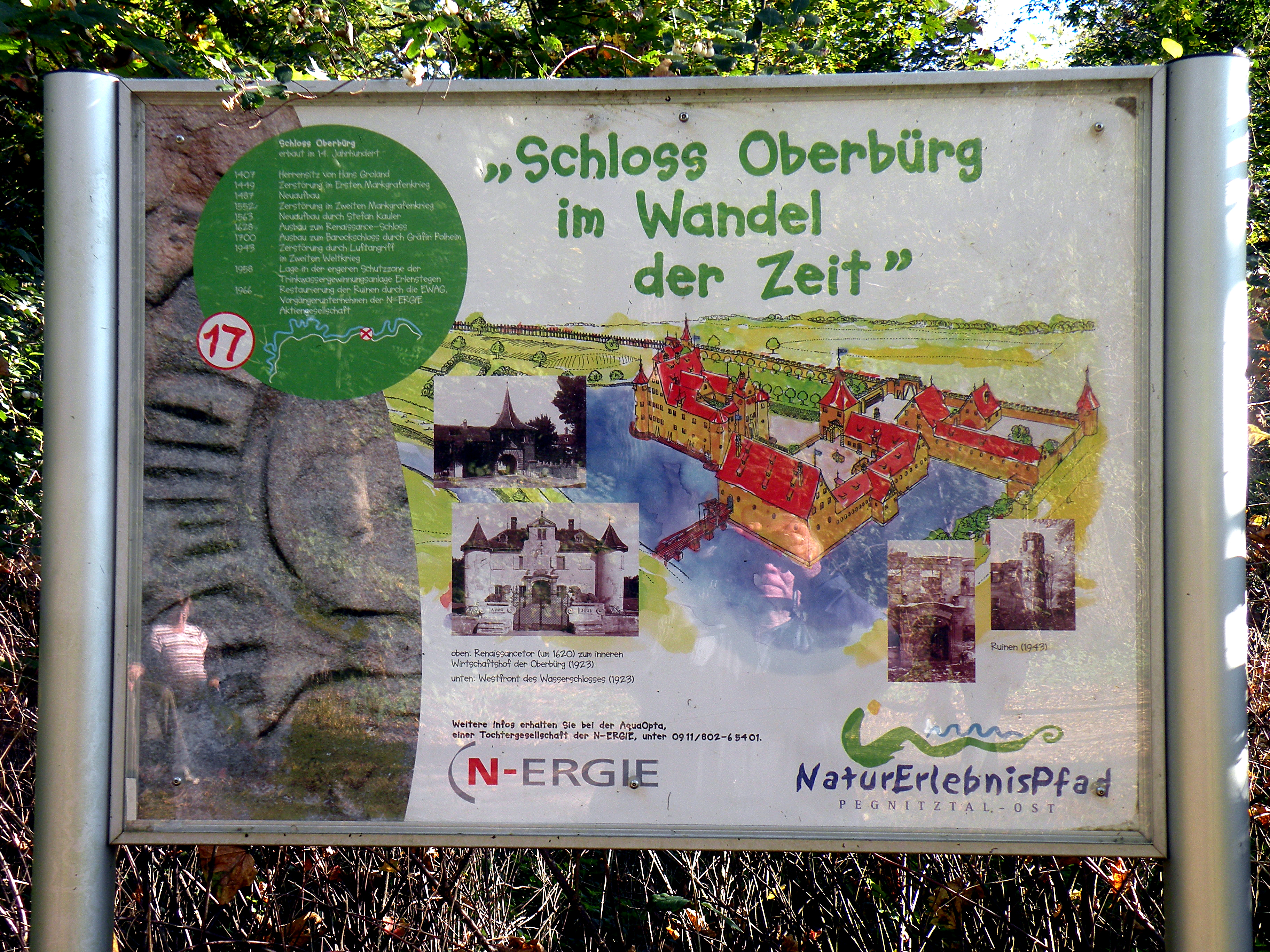
Нюрнберг. Перспективний план замку на воді Обербюрг

У багатьох мовах, зокрема в українській, спеціального терміна для позначення такої будівлі не існує; деякі мови запозичують нім. Wasserschloss або нім. Wasserburg з німецької.
У німецькій мові чіткого розділення понять нім. Schloss чи нім. Burg немає. Так, на річці Неккар стоять один навпроти одного замки Замок Горнек (нім. Schloss Horneck) і Гуттенберг (нім. Burg Guttenberg).
Однак існує тенденція називати Burg будівлю, що має архітектурний вигляд фортеці, а термін Schloss частіше застосовують до палацу.
Острівний замок — різновид замку, з усіх боків оточеного водою, але який не займає весь простір суші, де його побудовано.

## Німеччина
У Німеччині ще з часів середньовіччя виникли два типи замків — один у вигляді укріпленої споруди, що стоїть на суші (цей тип використовувався переважно в центральній та південній частинах Німеччини) і замок на воді, більш типовий для рівнинних районів.

### Обербюрг
Розташований на схід від Нюрнберга на березі річки Пеґніц. Побудований у XIV столітті. 1407 року відомий як володіння якогось Ганса Ґроланда. 1449 року зруйнований у Першу маркграфську війну. Побудований заново 1487 року. 1552 року, у Другу маркграфську війну, зруйнований знову. У 1563 року замок відновив Стефан Каулер. 1628 року перебудований у стилі ренесансу. 1700 року графиня Полгайм перебудовує замок у стилі бароко. 1943 року будинок знищено внаслідок бомбардування з повітря. 1966 року силами Акціонерного енергетичного товариства Нюрнберга N-ERGIE проведено консервацію руїн.

### Шверін

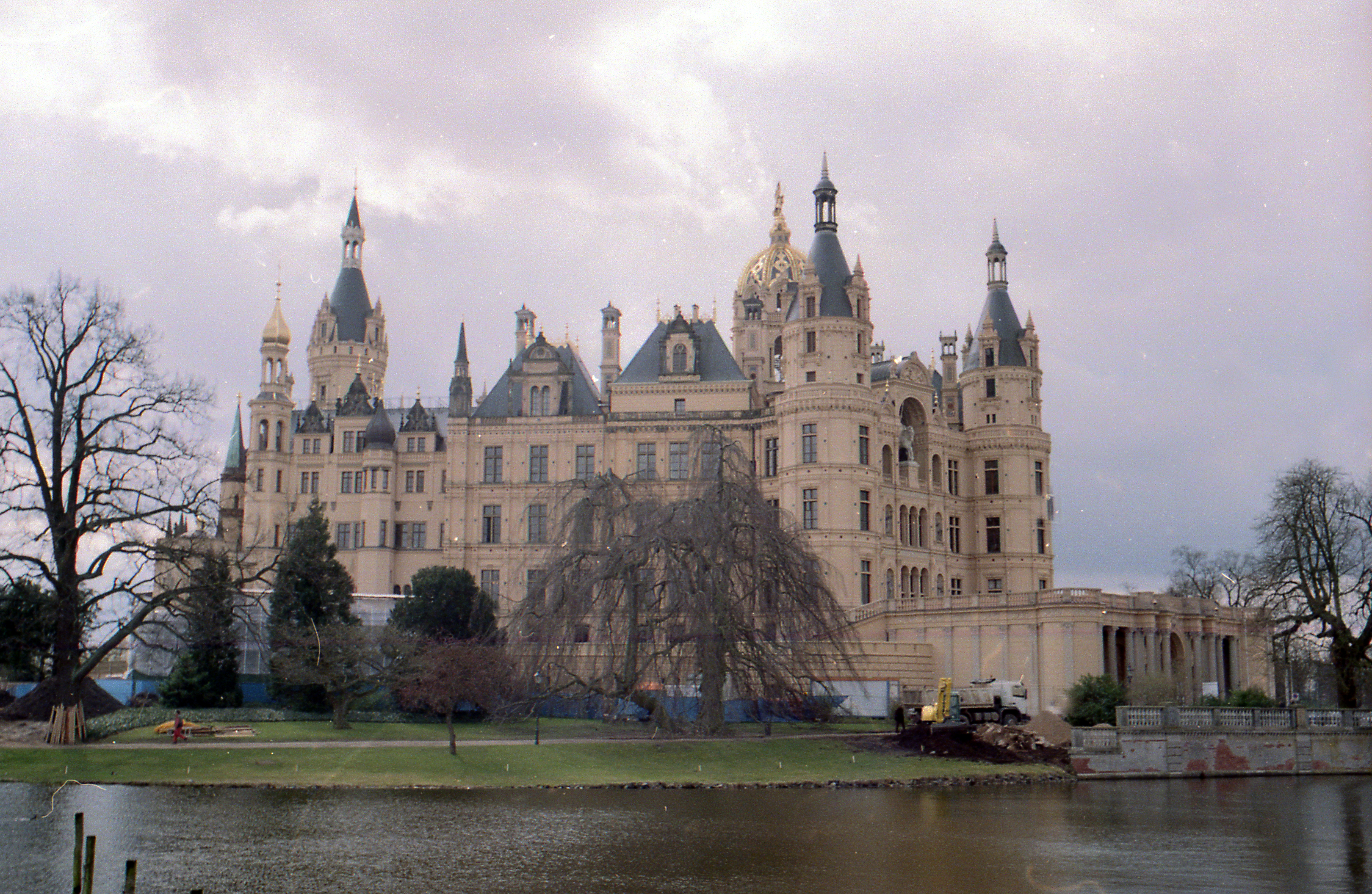
Замок на воді у Шверіні

Побудований у 1843—1857 роках у наслідування замку Шамбор у Франції під Орлеаном за проєктом придворного архітектора Георга Адольфа Деммлера. З урахуванням того, що з розвитком артилерії замки втратили своє первісне оборонне значення, розташований на невеликому острові виключно в декоративних цілях. Найдавнішою частиною будівлі є капела (1560—1563), розташована в північному флігелі.

### Меспельбрунський замок

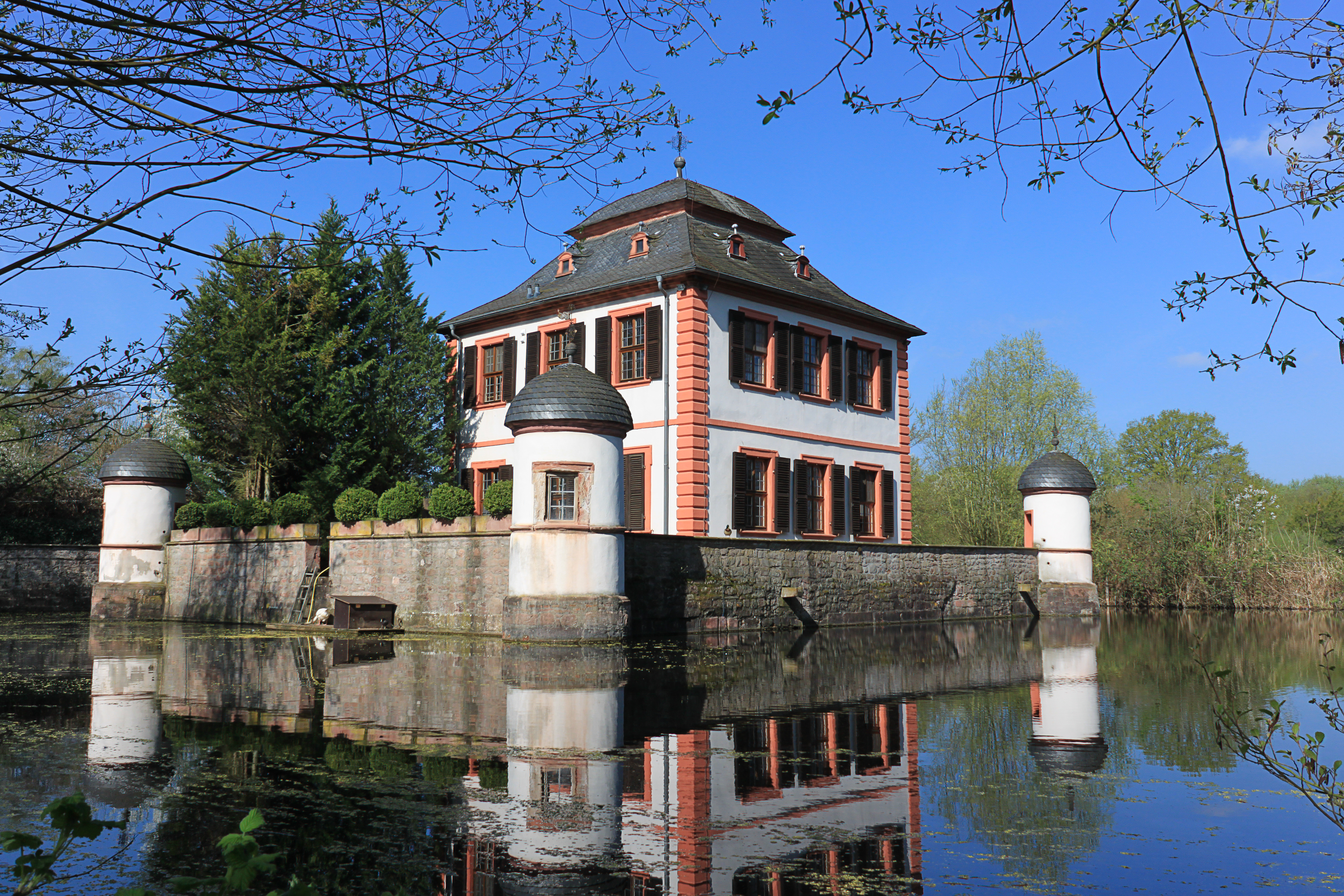
Замок на воді

Меспельбрунський замок побудовано в XV—XVI століттях. Розташований у мальовничих відрогах Шпессарта і є перехідним типом між оборонною спорудою і розкішним палацом.

Найвідомішим власником замку був єпископ Вюрцбурга Юліус Ехтер фон Меспельбрунн. Зараз у замку розташовано музей.

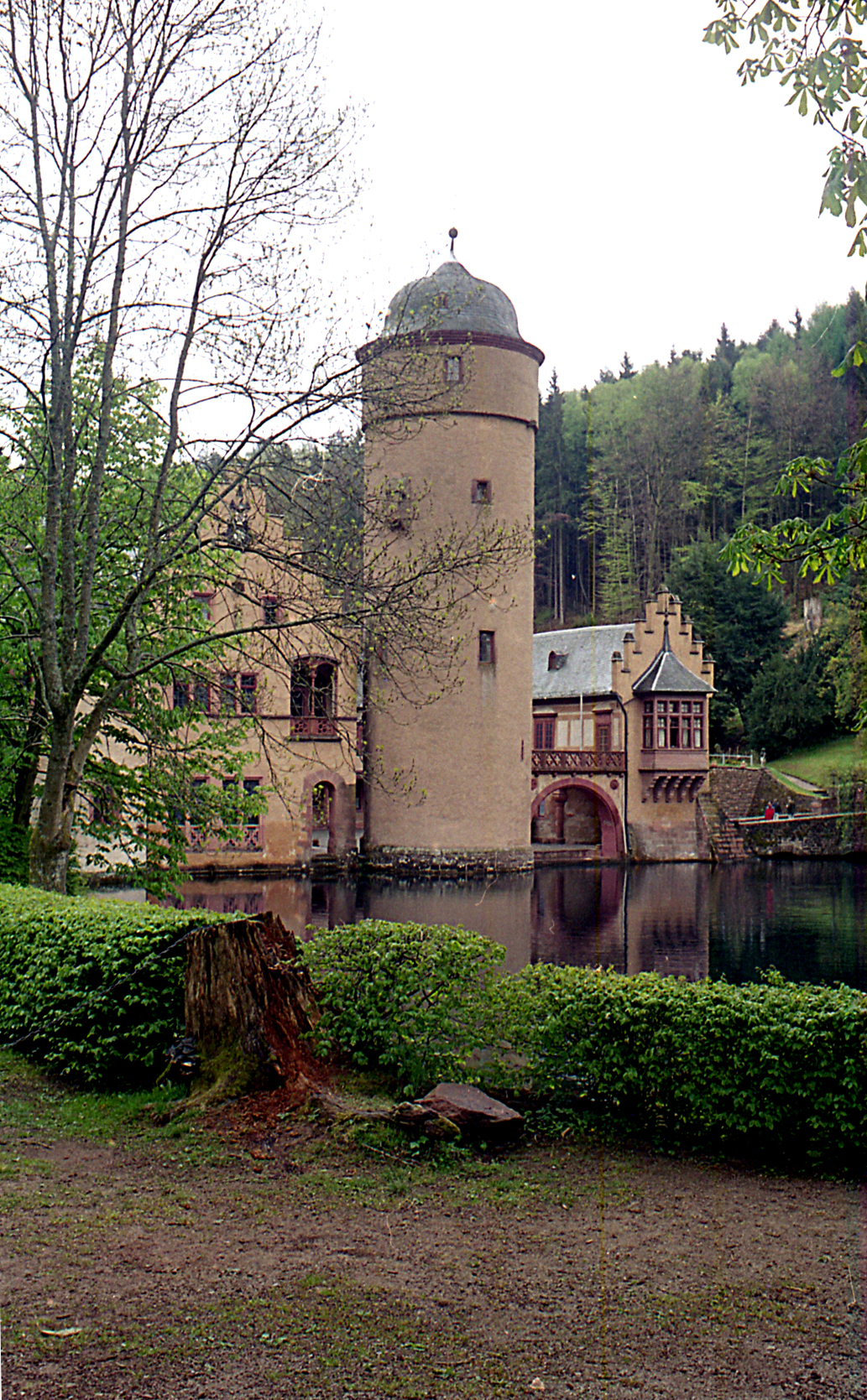
Меспельбруннський замок на воді
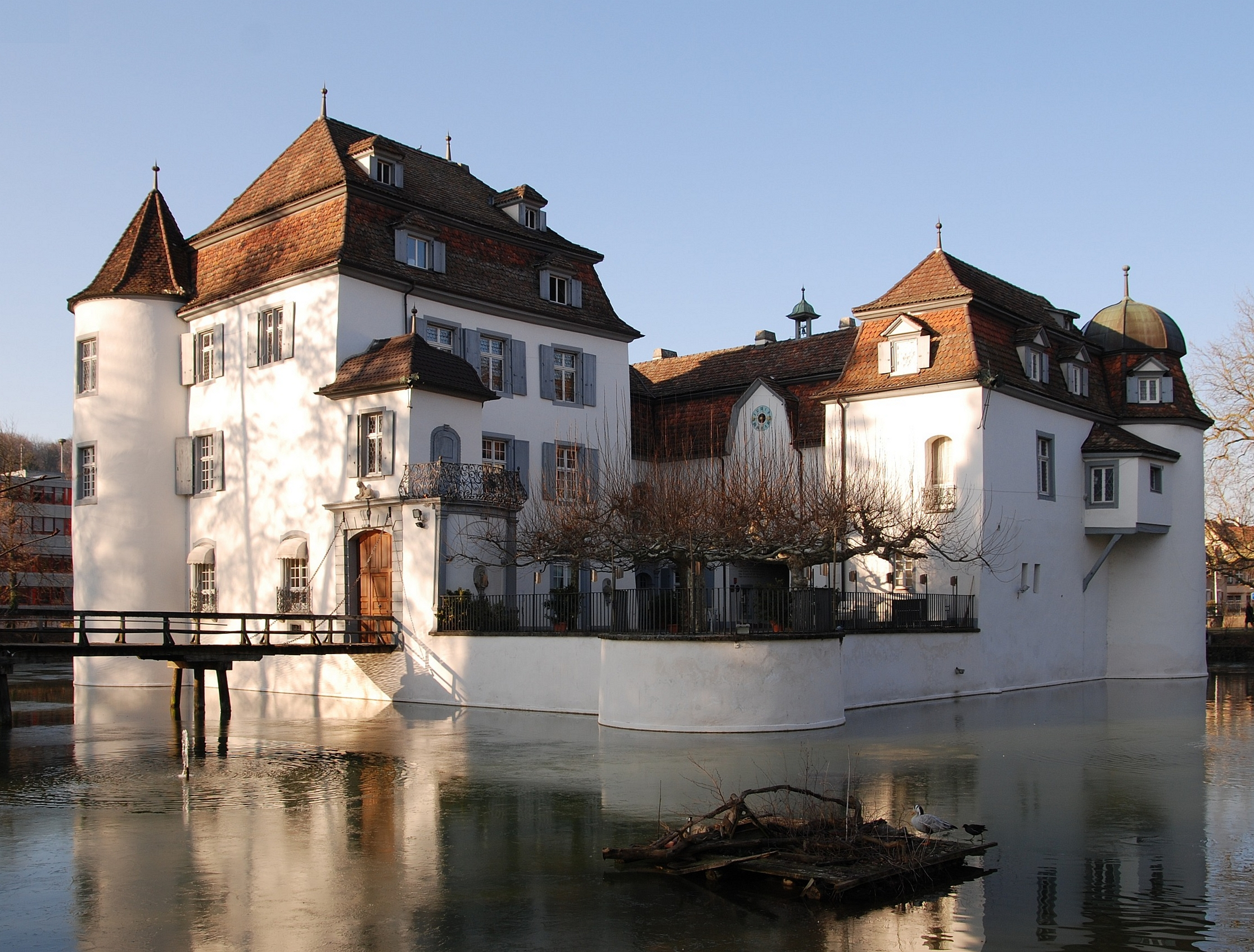
Боттмінген (Швейцарія)
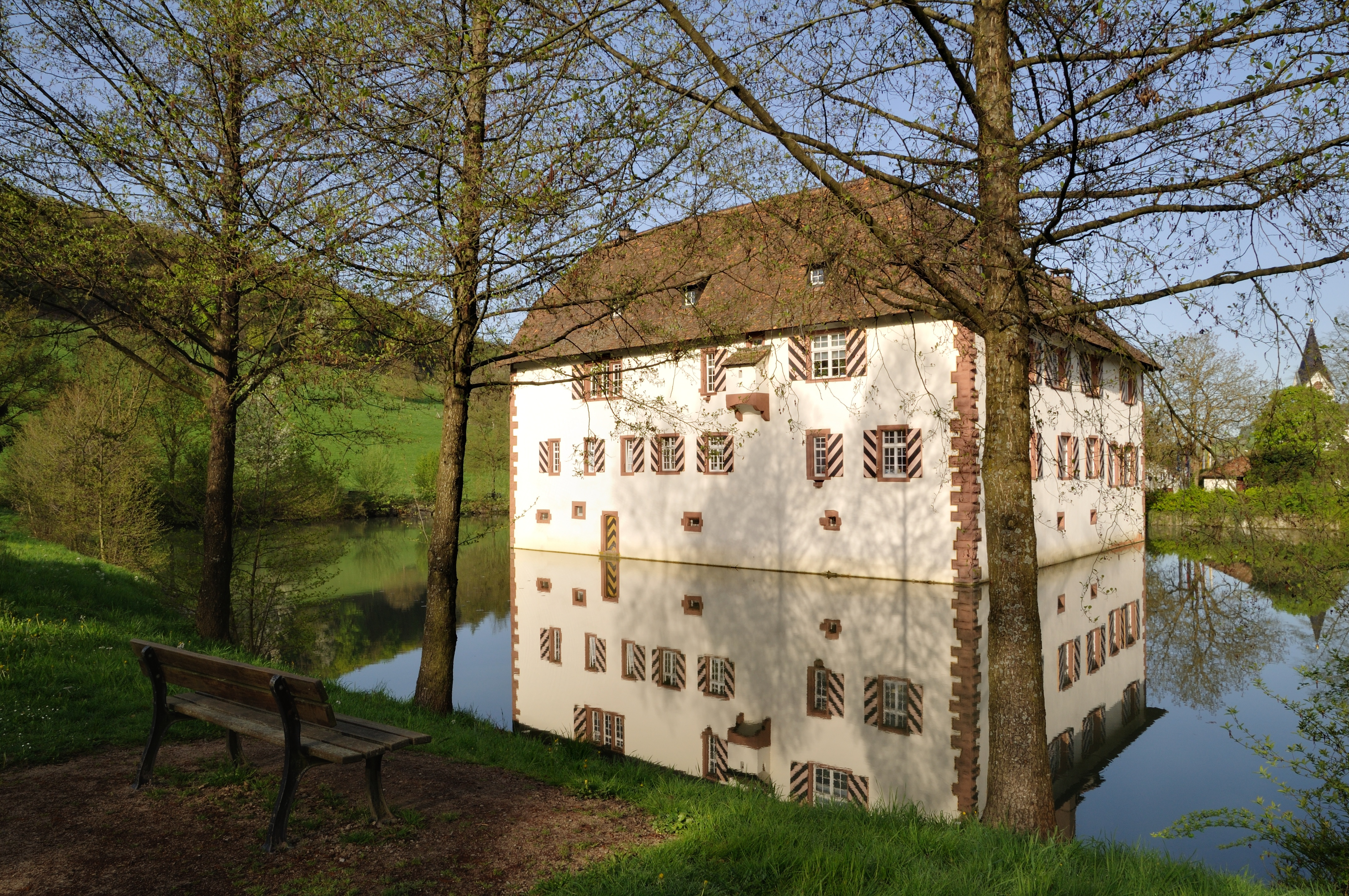
Замок Інцлінген[de]

### Зеліґенштадт
Замок розташований у місті Зеліґенштадт у землі Гессен.
Його збудували у XVIII столітті на місці руїн старішої фортеці не як оборонну споруду, а як заміську резиденцію.

## Литва

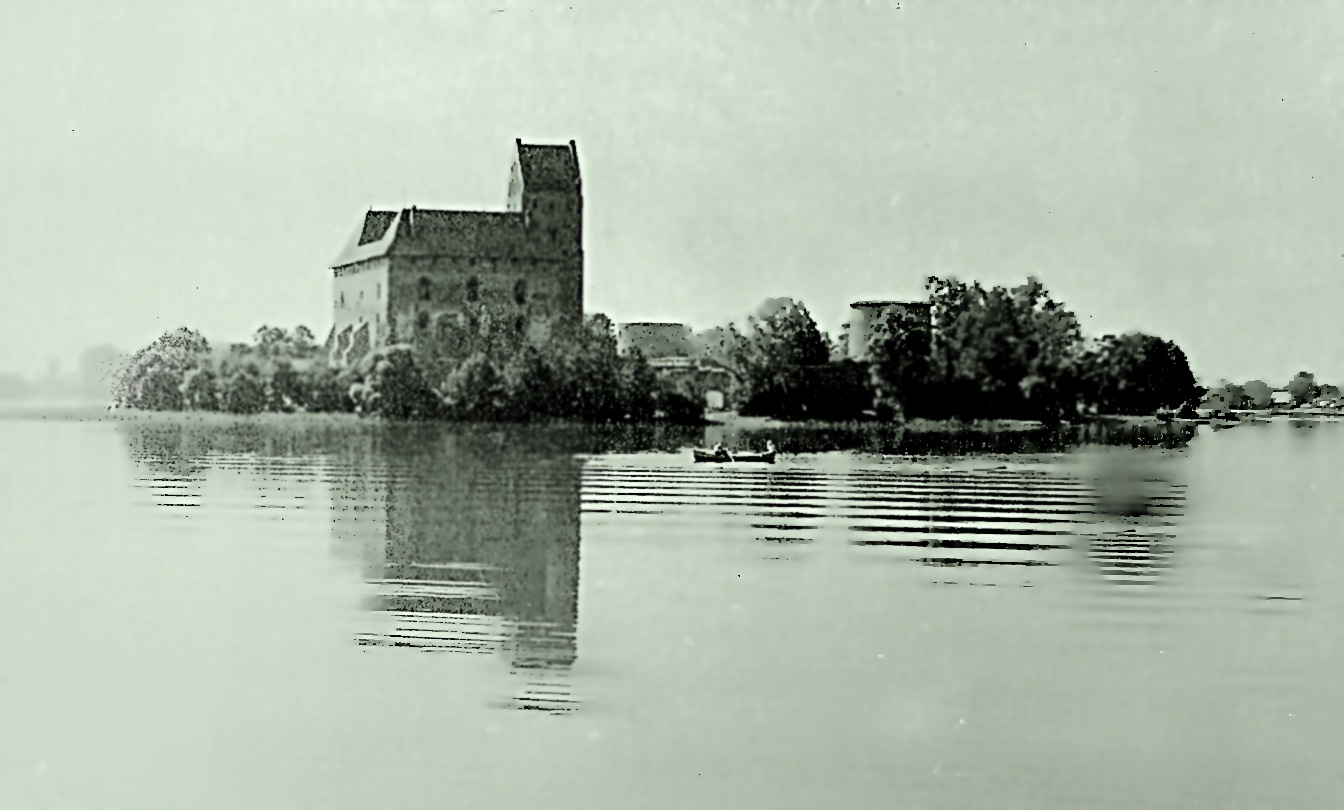
Острівний замок у Тракаї

Єдиним острівним замком у Литві, що зберігся, є Тракайський замок (XIV—XX століття).

## Італія
На рівнинних територіях Північної Італії фортифікаційний прийом, який полягає в оточенні замку водою, дає істотні переваги. Прикладом такого замку на воді є замок сімейства д'Есте у Феррарі, відомий як Естенський замок, який будувався протягом 200 років, починаючи від 1385 року.
Важливою частиною герцогського палацу сімейства Гонзаго в Мантуї, побудованого в XIII—XVII століттях, є розташований на воді замок Святого Георгія. Власник замку був настільки впевнений у неприступності замку, що облаштував свої апартаменти в кутовій вежі, безпосередньо оточеній наповненим водою ровом.

Близькість великої водойми диктувала необхідність будувати замок у її водах. Таким є збудований 1250 року на озері Гарда замок Скалігерів, відомий як найкрасивіший замок на воді в Італії.

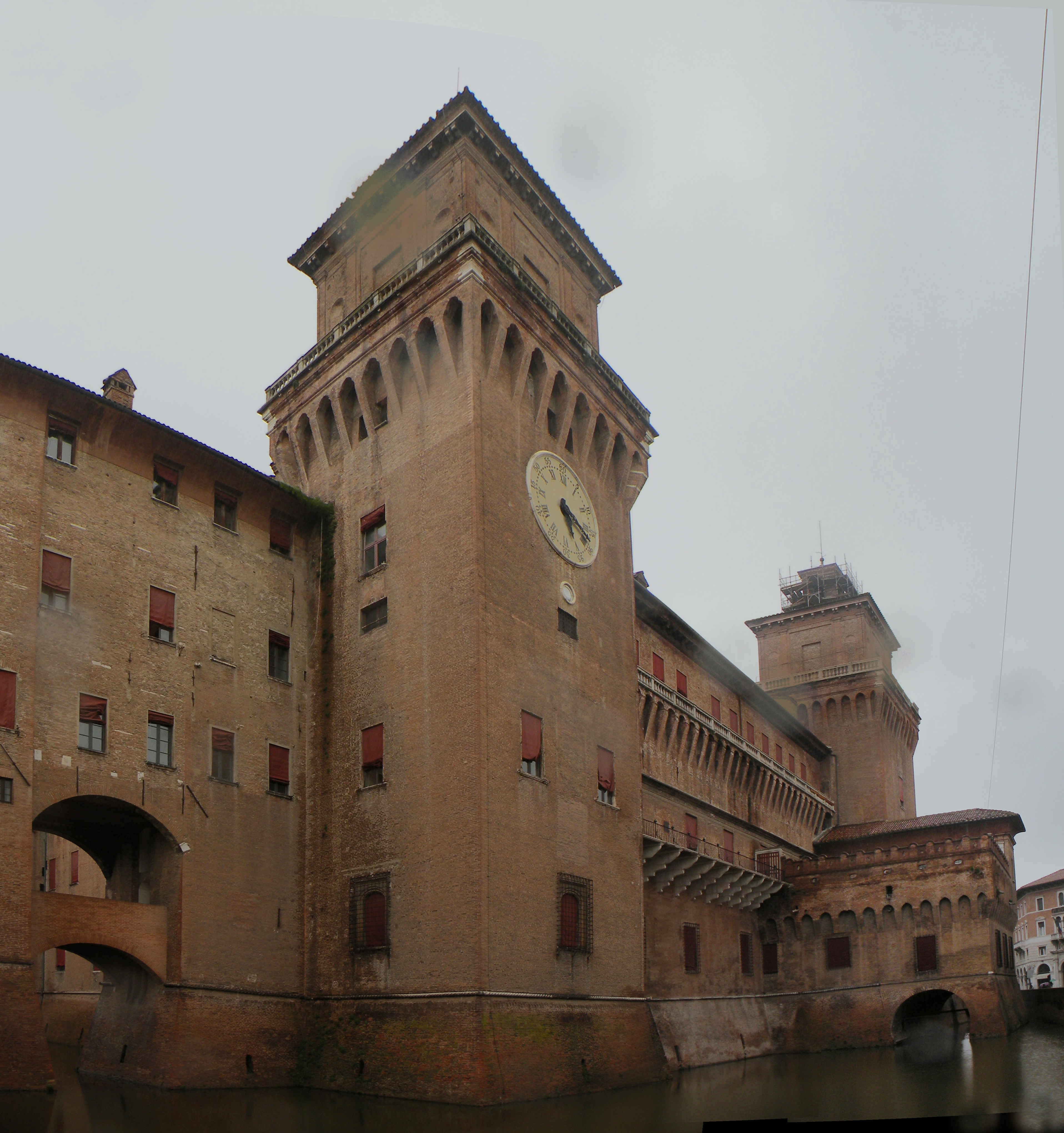
Естенський замок у Феррарі
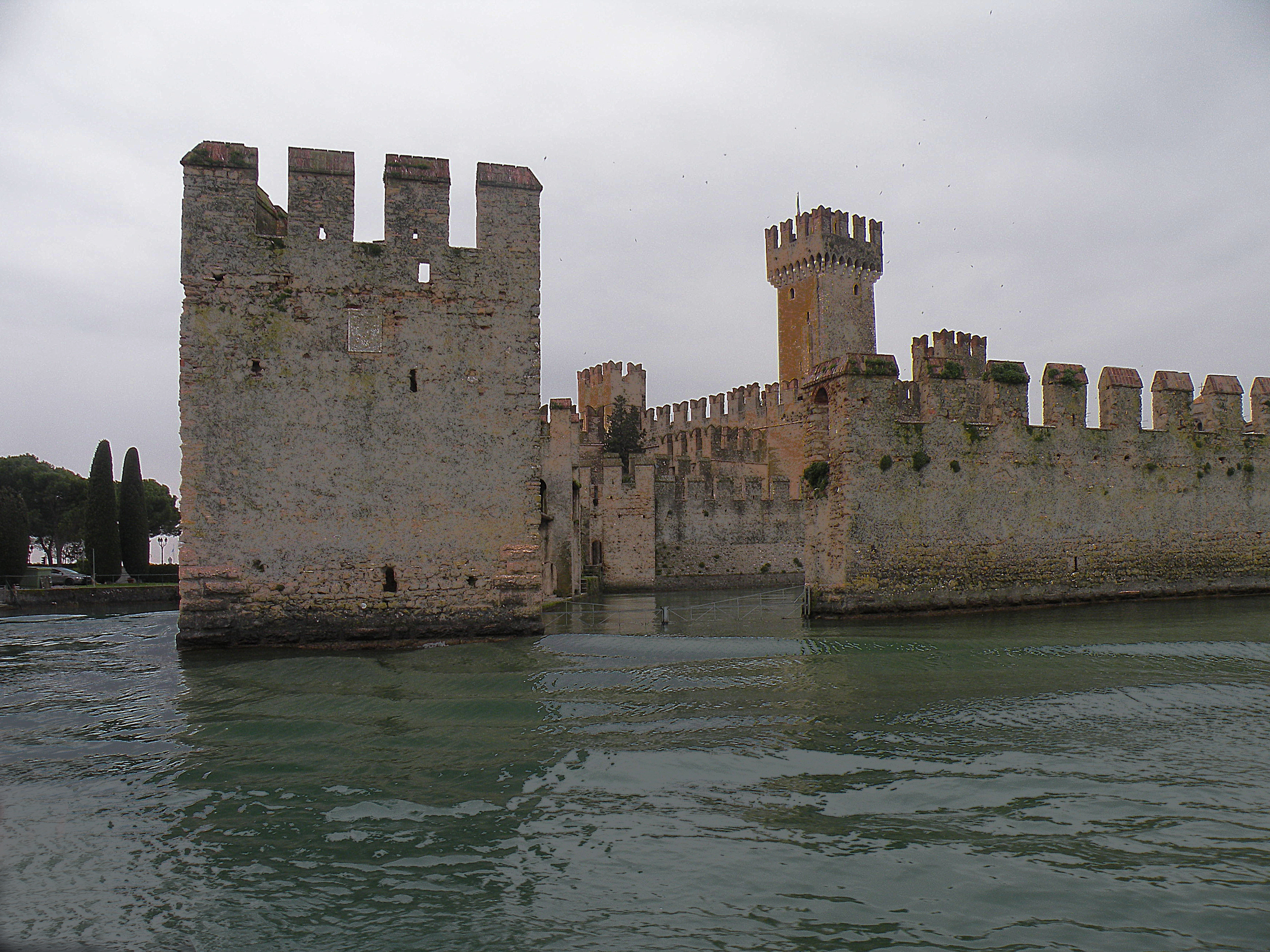
Замок на воді в містечку Сірміоне на озері Гарда
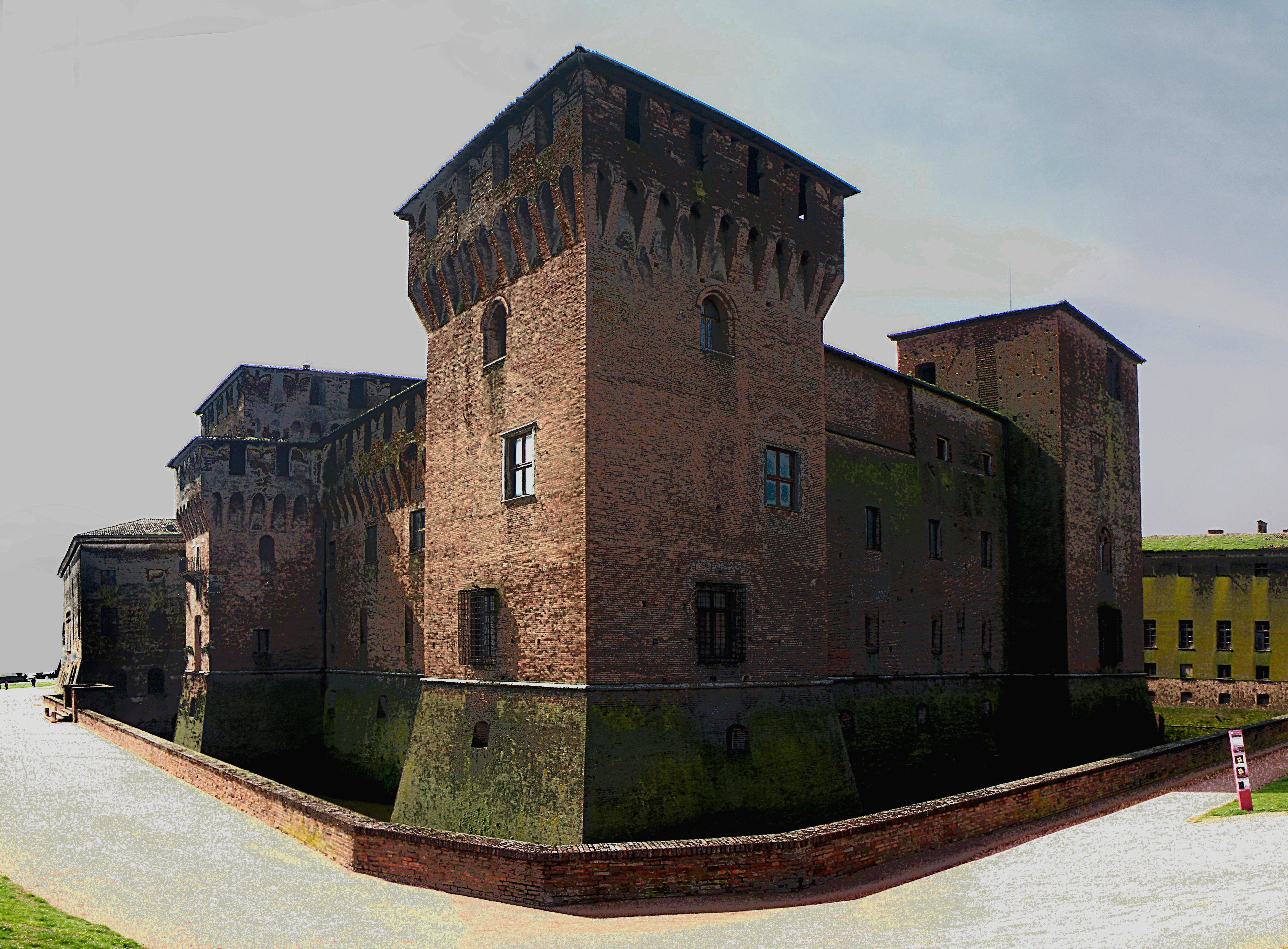
Замок Святого Георгія[it] в Мантуї

## Франція

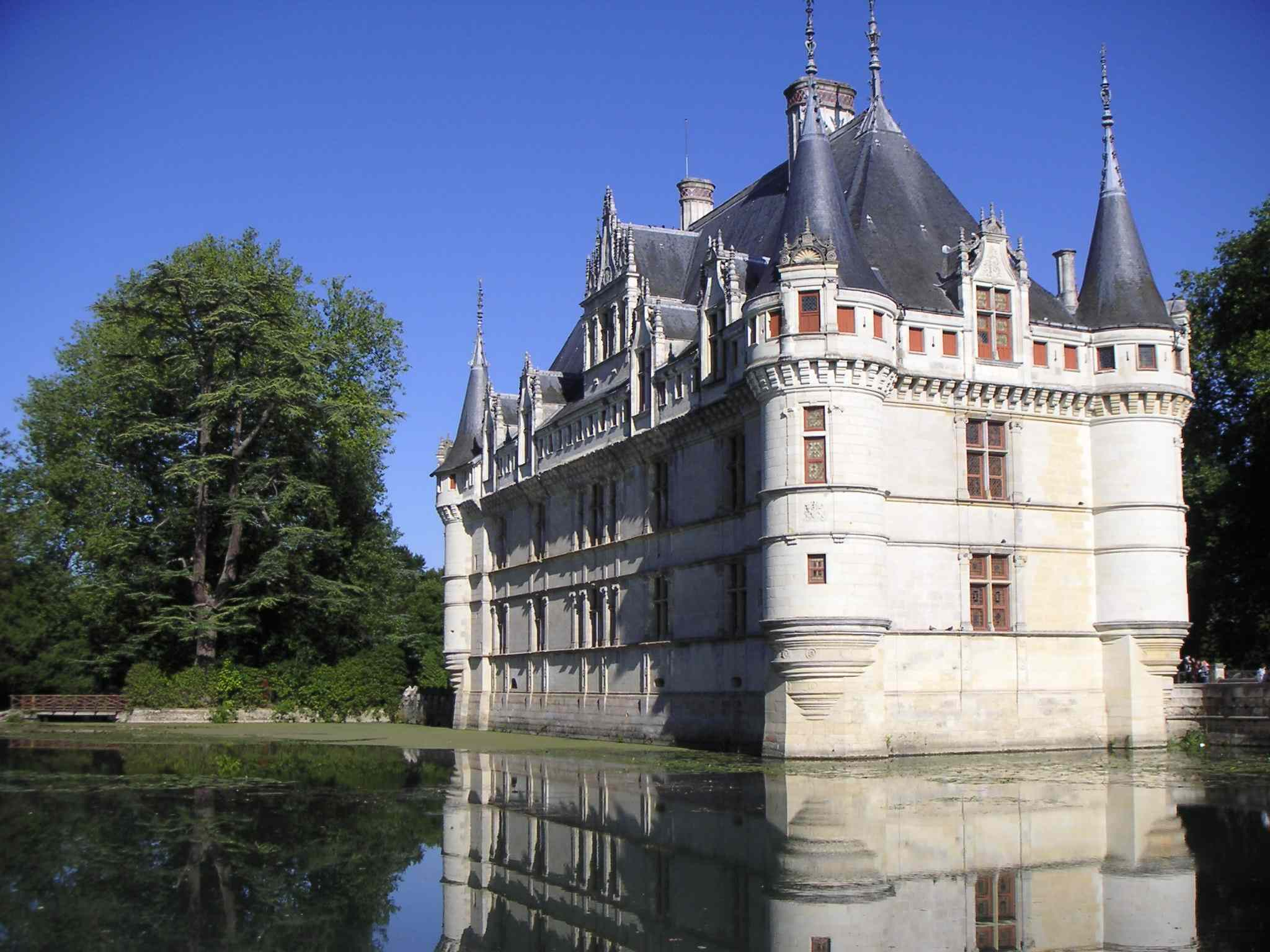
Замок Азе-ле-Ридо

У Франції найвідомішим замком, який з усіх боків оточений водою і непогано зберігся від XVI століття, є замок Азе-ле-Ридо за 20 кілометрів на захід від Тура.

## Швеція
Рівнинний характер багатьох південних регіонів Швеції спонукав власників створювати для будівництва укріплених резиденцій штучні острови. Одним із найвідоміших шведських замків на воді є Ґліммінґегус.

## Росія

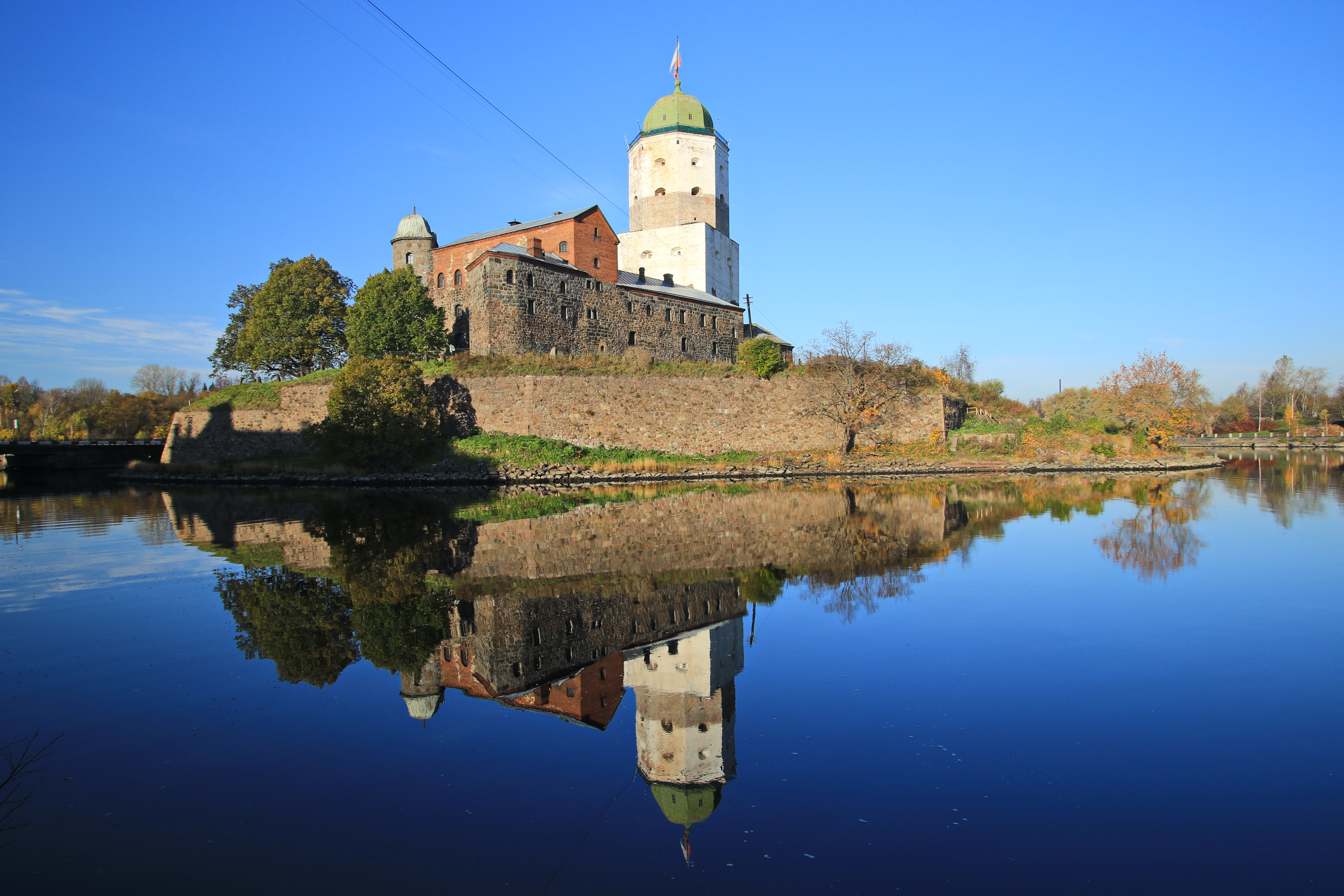
Виборзький замок

У Росії таким є Виборзький замок, заснований у XIII столітті на острові Замковому Виборзької затоки в гирлі одного з рукавів річки Вуоксі (пізніше пересохлого).
Михайлівський замок у Санкт-Петербурзі також задумували як замок на воді, проте незабаром після закінчення будівництва підйомні мости прибрали, а канали, що оточували замок, засипали.